# Jaroslav Krčál
Jaroslav Krčál (21. prosince 1901 Hostákov – 27. března 1975 Moravské Budějovice) byl český pedagog a spisovatel.

## Život
Jaroslav Krčál nabyl středního vzdělání na třebíčském gymnázium roku 1922. Hned příští rok absolvoval učitelský kurz v Brně. Svou pedagogickou kariéru započal v chlapecké škole v Moravských Budějovicích. Dál učil v Nových Syrovicích. Od listopadu 1926 přestoupil do Jaroměřic nad Rokytnou; ředitelem školy se stal roku 1947. Po druhé světové válce se začal podílet na školské a kulturní správě města; v letech 1954–1957 byl poslancem místního národního výboru, do roku 1960 též krajského národního výboru v Jihlavě. Mimoto byl v letech 1949–1960 předsedou hudebních slavností Helfertovo hudební dílo a Horácko tančí a zpívá.
Jaroslav Krčál byl dále dlouholetým kronikářem města Jaroměřic nad Rokytnou (1945–1974), spravoval též muzeum Otokara Březiny (od roku 1964).
Jméno Jaroslava Krčála nese jedna z ulic v Jaroměřicích nad Rokytnou.
V roce 1969 byl oceněn při příležitosti setkání ke 40 letům od smrti Otokara Březiny, kdy obdržel pamětní medaili ke 100. výročí narození Otokara Březiny.

## Dílo
- Dějiny šly krajem, Jaroměřice nad Rokytnou, 1947;
- Zkázněná práce, základ úspěchu ve škole, Jaroměřice nad Rokytnou, 1957;
- Jak řídím školu při uplatňování nových forem a metod práce, Jaroměřice nad Rokytnou, 1960;
- Otokar Březina a Jaroměřice n. Rokytnou : Jaroměřice n. Rokytnou a Otokar Březina, Jaroměřice nad Rokytnou, 1968. – vzpomínka ke 100. narozeninám básníka Otokara Březiny.